# Ель-Сьєрро-дель-Аріпо
Ель-Сьєрро-дель-Аріпо (ісп. El Cerro del Aripo, англ. El Cerro del Aripo) — гора в Центральній Америці (Північна Америка), висотою — 940 метрів. Розташована у північній частині острова Тринідад, у графстві Тунапуна — Піарко. Найвища вершина Тринідад і Тобаго.

## Географія
Гора розташована в центральній частині Північного хребта, у графстві Тунапуна — Піарко, поблизу з кордоном графства Сангрія-Гранде, за 12 км на північ — північний-схід від міста Аріма та за 18 км на схід від другої за висотою вершини Тринідад і Тобаго — гори Ель-Тукуче (936 м).
Гора Ель-Сьєрро-дель-Аріпо доступна для туристів. На відміну від багатьох гірських вершин Тринідаду, вона має плоску вершину. На схилах гори мешкає доволі широкий спектр диких тварин, в тому числі мавпа ревун і невловимий оцелот. За 5 км на захід розташований всесвітньо відомий центр «Asa Wright». Центр веде спостереження за птахами одного з найбільших районів біорізноманіття у Вест-Індії, який нараховує понад 200 видів птахів.
Абсолютна висота гори 940 метрів над рівнем моря. Відносна висота — 940 м. Топографічна ізоляція вершини відносно найближчої вищої гори Сьєрро-дель-Гумо (1257 м), що на північному сході Венесуели, становить 151,63 км.

### Клімат
Клімат субтропічний. Через постійний туман і хмарність, температура в нічний час може значно знижуватися у порівнянні з низинами і родючими рівнинами. Середня температура 22 °С. Жаркий місяць квітень — до 24 °C, а найхолодніший — січень, до 22 °С. Опадів в середньому 1978 мм на рік. Дощовий місяць листопад, з 298 мм опадів, а сухий — лютий, з 54 мм опадів.